# 99915 Henarejos
99915 Henarejos è un asteroide areosecante. Scoperto nel 1997, presenta un'orbita caratterizzata da un semiasse maggiore pari a 2,6958953 au e da un'eccentricità di 0,4037289, inclinata di 3,02405° rispetto all'eclittica.